# Klaus Drobisch
Klaus Drobisch (* 2. Dezember 1931 in Leipzig; † 27. November 2019 in Berlin) war ein deutscher Historiker. Er beschäftigte sich mit Geschichte und Problemen des deutschen Faschismus. Seine Themenschwerpunkte lagen in der Geschichte der NS-Zwangsarbeit, der nationalsozialistischen Judenverfolgung und der Geschichte der nationalsozialistischen Konzentrationslager bis 1939. In der DDR gehörte Drobisch zu den wenigen Experten zur Geschichte des Holocaust.

## Leben
Nach dem Besuch der Volksschule absolvierte Drobisch von 1946 bis 1949 eine Lehre als Buchdrucker. Anschließend war er bis 1951 in diesem Beruf tätig. Von 1951 bis 1953 besuchte er die Arbeiter-und-Bauern-Fakultät Leipzig. Nachdem er 1953 die Reifeprüfung abgelegt hatte, begann er ein Studium der Geschichte an der Karl-Marx-Universität Leipzig.
1957 schloss Drobisch sein Studium als Diplom-Historiker ab und wurde wissenschaftlicher Mitarbeiter im Deutschen Institut für Zeitgeschichte in Ost-Berlin. Von 1958 bis 1991 war er als wissenschaftlicher Assistent, wissenschaftlicher Oberassistent bzw. wissenschaftlicher Mitarbeiter im Wissenschaftsbereich „Deutsche Geschichte 1917–1945“ am Institut für Deutsche Geschichte (IDG) der Deutschen Akademie der Wissenschaften zu Berlin bzw. am Zentralinstitut für Geschichte der Akademie der Wissenschaften der DDR tätig. Hier arbeitete er in der „Forschungsgruppe Faschismus/Zweiter Weltkrieg“ unter Dietrich Eichholtz mit. Im Dezember 1964 promovierte er bei Joachim Streisand und Walter Bartel an der Humboldt-Universität Berlin über „Die Ausbeutung ausländischer Arbeitskräfte im Flick-Konzern während des Zweiten Weltkrieges“. 1987 legte er seine Promotion B mit „Studien zur Geschichte der faschistischen Konzentrationslager 1933/34“ bei Heinrich Scheel, Dietrich Eichholtz, Olaf Groehler, Heinz Kühnrich und Klaus Mammach vor.
Im April 1990 übernahm Drobisch die Leitung des Wissenschaftsbereichs „Deutsche Geschichte 1917–1945“ am IDG, nachdem der bisherige Leiter Klaus Mammach um Entbindung gebeten hatte. Drobisch wurde 1992/93 im Rahmen des Wissenschaftlerintegrations-Programms der Koordinierungs- und Aufbauinitiative in Berlin weiterbeschäftigt. Ab 1994 war er als wissenschaftlicher Mitarbeiter der Forschungsstelle Widerstandsgeschichte des Fachbereichs Politische Wissenschaften der Freien Universität Berlin und der Gedenkstätte Deutscher Widerstand tätig. Außerdem arbeitete er als Hochschullehrer und leitete Seminare insbesondere über die Entwicklung des SS-Staates und das KZ-System. 1996 ging er in Rente.

## Werk

### Frühe Arbeiten zum Zusammenhang von Faschismus und Ökonomie
Drobisch beschäftigte sich systematisch mit der Geschichte der nationalsozialistischen Konzentrationslager. 1959/60 setzte er sich am Beispiel des Freundeskreises Himmler mit der Frage nach dem Zusammenhang zwischen Ökonomie und Holocaust auseinander, die er im Sinne der Dimitroff-Formel beantwortete. Diesen Freundeskreis von Industriellen machte er für das NS-Lagersystem verantwortlich, da die SS „allen Wünschen der Finanzoligarchie nach Maximalprofit und Machtausweitung“ habe nachkommen müssen. Auch in seiner Dissertation zum „faschistischen KZ-Sklavenmarkt der Monopole“ vertrat er die These, dass der Holocaust ökonomisch motiviert gewesen sei, indem er die „Vernichtung durch Arbeit“ betonte. Anonym verfasste Drobisch den 1960 erschienenen Führer durch die Mahn- und Gedenkstätte Buchenwald, dessen Text er mit seinem Lehrer Walter Bartel abgestimmt hatte.
Drobisch arbeitete auch zur Beschäftigung ausländischer Zwangsarbeiter während des Zweiten Weltkriegs, vor allem im Flick-Konzern. Er war auch an der Edition von Dokumenten zum Flick-Prozess beteiligt. Das Urteil bewertete er als Fehlinterpretation und vertane Chance eines antiimperialistischen, antikapitalistisch orientierten Wiederaufbaus. Für ihn hatten die amerikanischen Richter auf Anweisung ein mildes Urteil gesprochen, weil die „USA-Imperialisten die deutschen Monopolherren und deren Erfahrungen“ gegen die Sowjetunion gebraucht hätten.

### Faschismus und Holocaust
1962 wurde Drobisch von Günter Paulus, Leiter der Arbeitsgruppe „Faschismus und Zweiter Weltkrieg“ am Institut für Geschichte der Deutschen Akademie der Wissenschaften, damit beauftragt, gemeinsam mit anderen Historikern ein Thesenpapier zur Entstehung des Holocaust zu erarbeiten. Darin vertrat Drobisch eine intentionalistische Position, indem er die Ermordung der Juden als „die Zuendeführung des Antisemitismus im geplanten Krieg“ bezeichnete und deutlich machte, dass die Zwangsarbeit von Juden hinter dem „ideologischen Motiv“ der Vernichtungsabsicht zurücktrete. Damit widersprach er der zuvor auch von ihm selbst vertretenen These von der „Vernichtung durch Arbeit“. Zwar wurden diese Ansätze durch die SED unterdrückt und Paulus 1965 entlassen, aber Drobisch zählte seit Paulus’ Forschungsauftrag zu den wenigen Experten der DDR auf dem Gebiet der nationalsozialistischen Judenverfolgung.
Gemeinsam mit Helmut Eschwege und Rudi Goguel arbeitete Drobisch an dem Buch Kennzeichen J (1966) mit, seinerzeit die erste zusammenhängende Darstellung der Verfolgung und Ermordung der europäischen Juden. Ursprünglich verfasste er ein wohlwollendes Gutachten und erstellte auch eine Chronik zu Eschweges Buch, das nur verzögert und unter Schwierigkeiten erscheinen konnte; Drobisch scheint aber erst nach 1966 zu den Autoren gestoßen zu sein, als Eschwege bereits aus dem Projekt einer Geschichte der Judenverfolgung entfernt werden sollte. In seinem Gutachten hatte er das Buch mit dem Verweis auf die der DDR auf diesem Feld drohenden wissenschaftlichen Isolierung empfohlen.
Gemeinsam mit Goguel und Werner Müller, einem Redakteur des Neuen Deutschlands, sowie dem Kirchenhistoriker Horst Dohle publizierte Drobisch 1973 mit Juden unterm Hakenkreuz einen Nachfolgeband zur Verfolgung und Ermordung der deutschen Juden, der aus Eschweges Projekt hervorging. Wie in Kennzeichen J nannten die Autoren neben dem Monopolkapitalismus noch weitere Gründe und Motive für den Holocaust. Juden unter dem Hakenkreuz wurde nicht nur in der DDR, sondern auch im Westen positiv rezipiert. Westliche Historiker sahen darin allerdings auch eine Rechtfertigung für die Politik der DDR, keine Wiedergutmachung zu leisten. Der Historiker Nicolas Berg kritisiert Drobisch und Müller dafür, dass sie das Manuskript Eschweges entstellt hätten. Insofern sei ihre „Unverschämtheit“, sich selbst als Autoren auf die Titelei zu setzen und Eschwege im Vorwort für Anregung und Vorarbeiten zu danken, gerechtfertigt. Joachim Käppner würdigt das Werk als „das erste wirklich wissenschaftliche Buch über die Vernichtung der deutschen Juden“, das als „die erste integrierende Gesamtdarstellung deutscher Historiker“ eine Lücke geschlossen habe. Gleichwohl seien die DDR-Historiker mehr als ein Jahrzehnt hinter dem Ertrag der westdeutschen Wissenschaft zurückgelegen, zumal die Autoren nicht mehr innovative Forschungsansätze gesucht, sondern sich „scheu an die SED-Geschichtsdoktrin“ gehalten hätten. Drobisch habe der Verfolgung der Vorkriegsjahre die Funktion der Ablenkungs- und Bereicherungspolitik zugesprochen; die bereits im Voraus feststehenden Urteile der Dimitroff-Formel und der Kurs der Partei gegenüber Israel seien bestätigt worden, während die Kommunisten an die Spitze des Kampfes gegen die faschistischen Verbrechen gestellt worden seien. Zugleich distanzierte sich Drobisch aber von der älteren Schule der DDR-Geschichtswissenschaft, analysierte den Massenmord „im Rahmen der faschistischen imperialistischen Kriegsziele“ und verankerte diesen Erklärungsversuch, der sich auf den „Generalplan Ost“ als Schlüsseldokument bezog, in der Geschichtstheorie der DDR. Joachim Käppner kritisiert an dieser Analyse, dass Drobisch die Frage vermieden habe, welchen Stellenwert der Generalplan und seine Verfasser in der NS-Hierarchie genossen hätten. Der Holocaust sei als Beleg weit umfassenderer, geplanter Verbrechen benutzt, zugleich aber in seiner Bedeutung marginalisiert und in den Zusammenhang eines großen antikommunistischen Feldzuges integriert worden.
Innerhalb der Forschungsgruppe „Faschismus und Zweiter Weltkrieg“ war Drobisch an der Vorbereitung und Edition der sechsbändigen Publikation Deutschland im zweiten Weltkrieg beteiligt. Gemeinsam mit Wolfgang Schumann arbeitete er unter der Leitung von Karl Drechsler am zweiten Band Vom Überfall auf die Sowjetunion bis zur Großoffensive bei Stalingrad (1975) mit.

### Arbeiten zum faschistischen Terror
Von Drobisch stammen die beiden systematischen Arbeiten der DDR-Faschismusforschung zum nationalsozialistischen Terrorsystem. Seine Aufsätze Über den Terror und seine Institutionen in Nazideutschland (1980) und Kriegsschauplatz Innerdeutschland (1989) analysierten die Ziele und Funktionen des politischen Terrors sowie die Zentralisierung der Polizeimacht und die Praxis des unbeschränkten Polizeizugriffs. Erst 1993 erschien seine gemeinsam mit Günther Wieland verfasste Darstellung des Systems der nationalsozialistischen Konzentrationslager bis 1939.

## Publikationen
- Der Freundeskreis Himmler. Ein Beispiel für die Unterordnung der Nazipartei und des faschistischen Staatsapparates durch die Finanzoligarchie. In: Zeitschrift für Geschichtswissenschaft. 8 (1960), S. 304 ff.
- Zur Tätigkeit der Beauftragten des ZK der KPD in Berlin 1939-1941. In: Zeitschrift für Geschichtswissenschaft. 11, Nr. 3 (1963), S. 535–551.
- mit Karl-Heinz Thieleke: Fall 5. Anklageplädoyer, ausgewählte Dokumente, Urteil des Flick-Prozesses. Mit einer Studie über die „Arisierungen“ des Flick-Konzerns. VEB Deutscher Verlag der Wissenschaften, Berlin 1965.
- Dokumente über Vorgeschichte und Charakter des faschistischen Wehrwirtschaftsführer-Korps. In: Zeitschrift für Militärgeschichte. 5, Nr. 3 (1966), S. 323–337.
- Flick und die Nazis. In: Zeitschrift für Geschichtswissenschaft. 14, Nr. 3 (1966), S. 378–397.
- Helmut Eschwege (Hrsg.): Kennzeichen „J“. Bilder, Dokumente, Berichte zur Geschichte der Verbrechen des Hitlerfaschismus an den deutschen Juden, 1933–1945. Hrsg. von Helmut Eschwege. Mit einem Geleitwort von Arnold Zweig, einer Einleitung von Rudi Goguel und einer Chronik von Klaus Drobisch. Deutscher Verlag der Wissenschaften, Berlin 1966; 2. Auflage. Deutscher Verlag der Wissenschaften, Berlin 1981.
- mit Gerd Hohendorf: Antifaschistische Lehrer im Widerstandskampf. Volk und Wissen, Berlin 1967.
- (Hrsg.): Wir schweigen nicht! Eine Dokumentation über den antifaschistischen Kampf Münchener Studenten, 1942–43. Hrsg. und mit einer biographischen Skizze der Geschwister Scholl eingeleitet von Klaus Drobisch. Union Verlag, Berlin 1968.
- (Hrsg.): Wider den Krieg. Dokumentarbericht über Leben und Sterben des katholischen Geistlichen Dr. Max Josef Metzger. Union, Berlin 1970.
- mit Rudi Goguel und Werner Müller: Juden unterm Hakenkreuz. Verfolgung und Ausrottung der deutschen Juden 1933–1945. Verlag der Wissenschaften, Berlin 1973.
- mit Karl Drechsler und Wolfgang Schumann: Vom Überfall auf die Sowjetunion bis zur sowjetischen Gegenoffensive bei Stalingrad. (Juni 1941–November 1942). Mit 19 Karten und 128 Bildtafeln. Leitung: Karl Drechsler unter Mitarbeit von Klaus Drobisch und Wolfgang Schumann. Pahl-Rugenstein, Köln 1975, ISBN 3-7609-0170-0.
- Widerstand in Buchenwald. Dietz Verlag, Berlin 1977.
- Über den Terror und seine Institutionen in Nazideutschland. In: Faschismusforschung. Positionen, Probleme, Polemik. 1980, S. 157–179.
- Zeitgenössische Berichte über Nazikonzentrationslager 1933–1939. In: Jahrbuch für Geschichte. 26 (1982), S. 103–133.
- Reichstag in Flammen. (Illustrierte historische Hefte: Heft 29), Deutscher Verlag der Wissenschaften, Berlin 1983, DNB 830496874.
- mit Gerhard Fischer: Widerstand aus Glauben. Christen in der Auseinandersetzung mit dem Hitlerfaschismus. 1. Auflage. Union Verlag, Berlin 1985.
- (Hrsg.): Konzentrationslager im Schloß Lichtenburg. Kommission zur Erforschung der Geschichte der Örtlichen Arbeiterbewegung der Bezirksleitung Cottbus der SED, Cottbus 1987.
- (Hrsg.): Antifaschistische Lehrer im KZ Buchenwald. Biographische Skizzen. 1. Auflage. Weimar-Buchenwald 1988.
- Kriegsschauplatz Innerdeutschland. Sicherheitspolitische Vorbereitungen und Einübungen 1935/36. In: Der Weg in den Krieg. Studien zur Geschichte der Vorkriegsjahre (1935/36 bis 1939). 1989, S. 41–66.
- Alltag im Zuchthaus Luckau 1933 bis 1939. In: Verfolgung, Alltag, Widerstand. Brandenburg in der NS-Zeit. Studien und Dokumente. Verlag Volk und Welt, Berlin 1993, ISBN 3-353-00991-4, S. 247–272.
- Die Judenreferate des Geheimen Staatspolizeiamtes und des Sicherheitsdienstes der SS 1933 bis 1939. In: Jahrbuch für Antisemitismusforschung. 2 (1993), S. 230–254.
- mit Günther Wieland: System der NS-Konzentrationslager, 1933–1939 (= Teil von Anne-Frank-Shoah-Bibliothek). Akademie Verlag, Berlin 1993, ISBN 3-05-000823-7.
- Konzentrationslager und Justizhaft. Versuch einer Zusammenschau. In: Die Normalität des Verbrechens. Bilanz und Perspektiven der Forschung zu den nationalsozialistischen Gewaltverbrechen. Festschrift für Wolfgang Scheffler zum 65. Geburtstag. 1994, S. 280–298.
- Frühe Konzentrationslager 1933/34. In: Die nationalsozialistischen Konzentrationslager 1933–1945. 1995, S. 1–15.
- Hinter der Torinschrift „Arbeit macht frei“. Häftlingsarbeit, wirtschaftliche Nutzung und Finanzierung der Konzentrationslager 1933 bis 1939. In: Konzentrationslager und deutsche Wirtschaft 1939–1945. 1996, S. 17–28.
- Die Wehrmacht und die Massenverbrechen an griechischen Zivilisten 1941–1944. Ed. Organon, Berlin 1999.
- Medizin und Mediziner in frühen Konzentrationslagern 1933 bis 1936. In: Medizin und Verbrechen. Festschrift zum 60. Geburtstag von Walter Wuttke. 2001, S. 221–227.